# Tower of Terror
La Torre del Terror (en anglès Tower of Terror) és una atracció situada als parcs Disney que utilitzen la tecnologia dels ascensors i es categoritzen com a torres de caiguda controlada. A diferència de les caigudes lliures clàssiques (o free fall) que no són accelerades, aquesta atracció està basada en el sistema hyper drop o ejector, que provoca acceleracions verticals superiors a l'acceleració de la gravetat terrestre.
El nom complet de l'atracció és The Twilight Zone: Tower of Terror i la primera de totes les existents va obrir al parc Disney's Hollywood Studios (anteriorment anomenat Disney-MGM Studios) l'any 1994.

## Concepte
L'atracció està originalment basada en l'hotel fictici Hollywood Tower Hotel, situat a prop dels turons al nord de Hollywood. Segons la versió de Disney's Hollywood Studios, l'hotel va obrir les portes el 1917. Però segons les versions de Disney California Adventure i Walt Disney Studios, l'establiment obre les portes el 1929. Segons la llegenda que envolta l'edifici, el 31 d'octubre de 1939 (la nit de Halloween), l'hotel va acollir una festa en el Tip Top Club de l'últim pis (el número 13). Desgraciadament, l'edifici va ser colpejat per un llamp, i un ascensor amb 5 passatgers a bord viatja, misteriosament, fins a la The Twilight Zone. Al mateix temps, una gran part de la façana desapareix davant la sorpresa del públic.

## Escenes
Les escenes de l'atracció original d'Orlando són:
- 1. El hall de recepció
- 2. La biblioteca

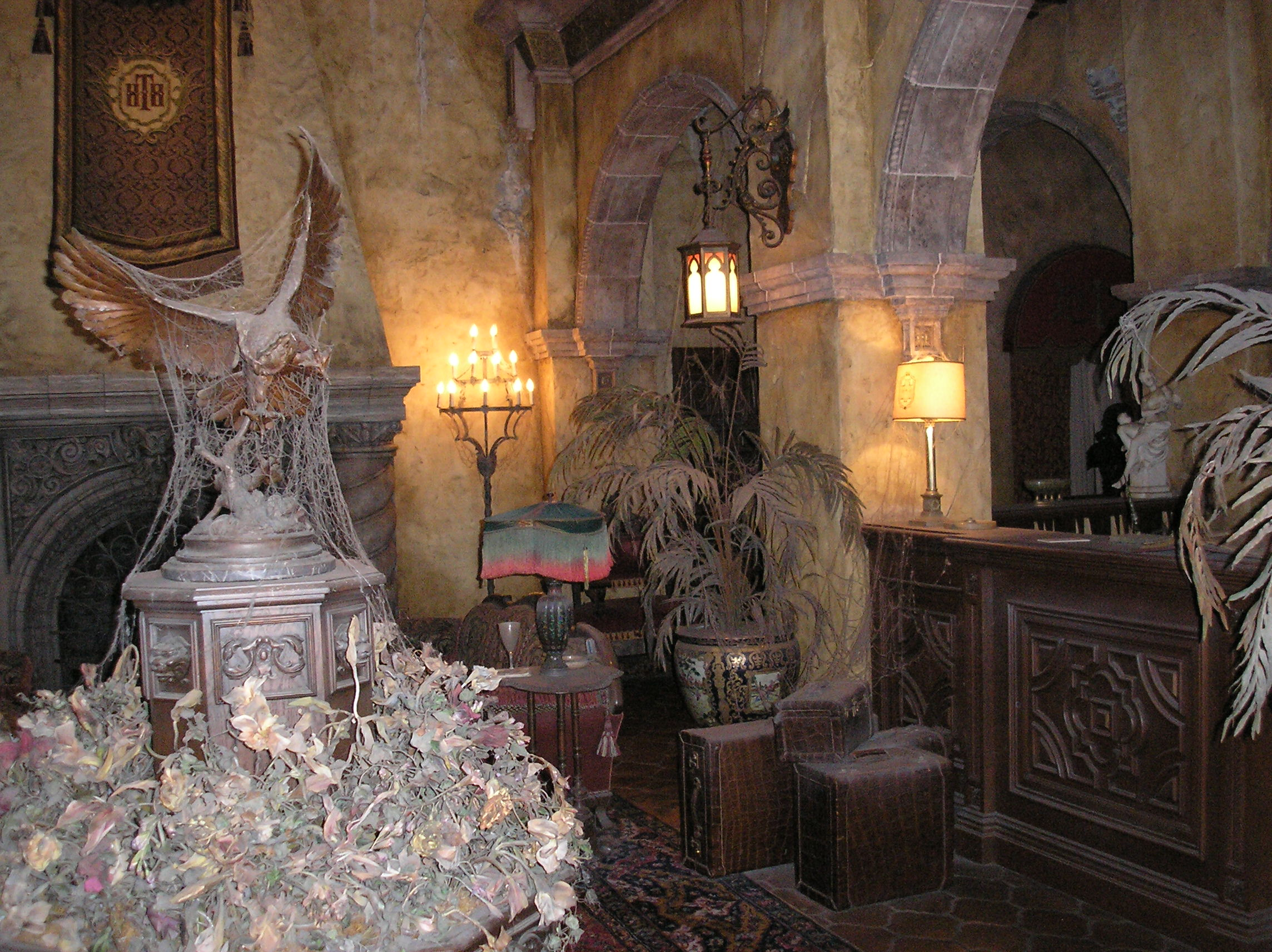
El hall de l'entrada de la Torre del Terror a Florida.

- 3. L'explicació de «la història» a través d'una vella televisió.
- 4. El passadís de servei.
- 5. Els generadors
- 6. La zona de càrrega
- 7. El passadís.
- 8. La quarta dimensió.
- 9. Caigudes.
- 10. Epíleg per Rod Serling.
- 11. La zona de retorn.
- 12. La zona de descàrrega
- 13. La botiga i sortida.

En les versions de París i Califòrnia les escenes són les mateixes excepte la de la Quarta Dimensió, que a causa del funcionament diferent d'aquestes respecte a la d'Orlando (a Orlando el recorregut total de l'atracció transcorre a través de dues torres connectades mitjançant aquesta escena, mentre que en les altres versions tot el recorregut transcorre en una sola torre) és substituïda per un efecte visual que consisteix en un mirall en el qual es veuen reflectits els passatgers dins de l'ascensor i la imatge del qual es transforma en un espectre fantasmal abans d'esvair-se i caure en picat al buit. En la versió de Tòquio, les escenes són les mateixes que a París i Califòrnia però canviant els personatges de les mateixes, a causa de les grans diferències en la història que presenta, degut a les diferències culturals.

## Sistema
L'atracció utilitza una tecnologia d'ascensor especial desenvolupada per Otis (empresa mundial en ascensors i filial de United Technologies, també responsable dels aquaris gegants de The Living Seas a Epcot. La versió de Florida permet desplaçar la cabina a l'exterior de la seva gàbia (en velocitat reduïda). Aquest sistema no va ser utilitzat en les versions següents, per raons tècniques. És aquesta part de l'atracció la que planteja més problemes i sovint és necessari la parada per causes tècniques de l'atracció. Els ordinadors que vigilen els ascensors perden sovint el rastre de les cabines durant aquesta secció horitzontal. Les altres versions proposen un sistema de mirall que transforma els reflexos en fantasmes.

## Atraccions d'altres parcs
L'atracció ha estat construïda en diversos parcs Disney del món i cadascuna amb un aspecte diferent, excepte la de Walt Disney Studios, la qual era una còpia a la de Disney California Adventure:
- Disney's Hollywood Studios el 1994 amb un pressupost de 160 milions de dòlars.
- Disney California Adventure el 2004 amb un pressupost de 100 milions de dòlars.
- Tòquio DisneySea el 2006 amb un pressupost de 180 milions de dòlars.
- Walt Disney Studios el 2007 amb un pressupost d'aproximadament 185 milions de dòlars.

Actualment, l'atracció de Califòrnia ha estat substituïda per Guardians of the Galaxy – Mission: Breakout!, amb pràcticament el mateix funcionament però amb temàtica de les pel·lícules de Guardians of the Galaxy.